# Oana Lungescu
Oana Lungescu  (* 29. Juni 1958 in Bukarest) ist eine rumänisch gebürtige Journalistin deutscher Staatsbürgerschaft mit philologischer Ausbildung (Englisch und Spanisch). Von 2010 bis September 2023 war sie Kommunikationschefin der NATO. Im Jahr 2024 wechselte sie zum Royal United Services Institute (RUSI), einem britischen Thinktank für Verteidigung und Sicherheit.

## Leben
Lungescu schloss 1981 ihr Studium an der philologischen Fakultät der Universität Bukarest im Fachbereich Englisch-Spanisch ab. Zwischen 1981 und 1983 arbeitete sie als Englischlehrerin in der Stadt Bușteni. 1983 weigerte sie sich, mit der kommunistischen Geheimpolizei Securitate zusammenzuarbeiten. Ihre aus Cluj stammende Mutter hatte sich 1981 als Ärztin in der Bundesrepublik Deutschland niedergelassen. Oana Lungescu beantragte 1983 einen Reisepass, um ihre Mutter besuchen zu können, was ihr jedoch von den Behörden verweigert wurde. Die Securitate versuchte, sie zur Zusammenarbeit zu erpressen, indem sie ihr einen Reisepass und Medikamente für ihren schwer kranken Vater, einen Anwalt, anbot. Die Securitate legte eine Fahndungsakte über Lungescu an und gab ihr den Decknamen Lorena. Nach dem Tod ihres Vaters im Jahr 1985 durfte sie in der Bundesrepublik ausreisen; sie erhielt später die deutsche Staatsbürgerschaft.
Zwischen 1985 und 1992 arbeitete sie als Reporterin für den rumänischen Abschnitt der BBC. 1997 wechselte sie zum BBC World Service, wo sie als Korrespondentin in Brüssel und Berlin arbeitete, bis sie 2010 von NATO-Generalsekretär Anders Fogh Rasmussen zur neuen Sprecherin ernannt wurde und damit die Nachfolge von James Appathurai antrat. Seit 2024 ist Lungescu Distinguished Fellow bei RUSI, einem britischen Think Tank für Verteidigung und Sicherheit. Lungescu tritt für die Unterstützung der Ukraine durch die europäischen Staaten ein, eine Mitgliedschaft der Ukraine hält sie bis auf weiteres für nicht möglich.